# Madame Favart
Madame Favart ist eine französische Operette (Opéra-Comique) in drei Akten von Jacques Offenbach. Das Libretto verfassten Alfred Duru und Henri Chivot. Die Uraufführung fand am 28. Dezember 1878 am Théâtre des Folies Dramatiques in Paris statt. Die deutschsprachige Erstaufführung war am 7. Februar 1879 im Theater an der Wien in Wien.
Heinrich Voigt (Text) und Carlernst Ortwein (Musik) schufen 1955 eine Neufassung, die sich im deutschsprachigen Raum durchsetzen konnte. Die folgende Beschreibung behandelt diese Fassung.

## Handlung

### Vorbemerkung, Ort und Zeit
In der Operette kommen einige historische Personen vor, die tatsächlich gelebt haben: Die Titelfigur, Marie-Justine Favart, war zu ihrer Zeit eine der bekanntesten Bühnendarstellerinnen in Paris. Als Schauspielerin, Schriftstellerin, Komponistin und Tänzerin arbeitete sie mit ihrem Mann, dem Schriftsteller Charles-Simon Favart zusammen, der als erfolgreicher Opern- und Komödiendichter zu den bedeutendsten Schöpfern der französischen Opéra comique gehörte. Mit dem in der Operette vorkommenden deutschen Marschall von Sachsen in französischen Diensten ist Hermann Moritz von Sachsen gemeint; in Frankreich wurde er „Maréchal de Saxe“ genannt. Die Handlung, die in Frankreich um die Mitte des 18. Jahrhunderts spielt, beruht im Kern auf einer wahren Begebenheit.

### Erster Akt: In Arras
Auf der Flucht vor den Truppen des Marschalls von Sachsen hat sich der Dichter Favart in einem Gasthof in Arras versteckt. Er sorgt sich um seine Frau Justine, die der Marschall in ein Kloster verbannte. Der Lüstling wollte die attraktive Schauspielerin zu seiner Geliebten machen. Sie aber wies all seine Annäherungsversuche zurück und blieb ihrem Gatten treu. Um seinen Racheplan zu vervollkommnen, will der Marschall auch noch des Dichters habhaft werden.
Als neue Gäste betreten Major Cotignac und seine Tochter Suzanne die Gaststube. Nach dem Willen des Majors soll Suzanne seinen Neffen heiraten, und für ihn will er beim Gouverneur, dem Marquis de Pontsablé, gut Wetter machen, damit er ihm die vakante Stelle eines Polizeileutnants gibt. Für diesen Posten interessiert sich aber auch Gaston Prédault, der jetzt ebenfalls hier einkehrt. Zum Ärger des Majors ist er derjenige, für den Suzannes Herz entbrannt ist.
Inzwischen ist es Justine Favart gelungen, den Klostermauern zu entfliehen. Verkleidet als Straßensängerin trifft sie in dem Gasthof ein und freundet sich bald mit Suzanne an. Nachdem sie von deren Liebesnöten erfahren hat, will sie dem unglücklichen Mädchen aus der Bredouille helfen. Flugs tauschen die beiden die Kleider. Madame Favart sucht den Gouverneur auf und stellt sich ihm als Gastons Frau vor, die für ihren Ehemann ein gutes Wort einlegen möchte. Als erfahrene Schauspielerin fällt es ihr leicht, den Schwerenöter mit ihren weiblichen Reizen zu bezirzen, so dass sie bald ihr Ziel erreicht: die Ernennung ihres „Gatten“ zum Polizeileutnant. Unter diesen Umständen hat auch der Major nichts mehr dagegen einzuwenden, dass seine Tochter Madame Prédault wird.

### Zweiter Akt: In Douai
Suzanne und Gaston haben ihren Wohnsitz in Douai bezogen. Um Madame Favart für ihre große Hilfe zu danken, haben die beiden sie und ihren Mann bei sich aufgenommen. Bei einem Empfang taucht als ungebetener Gast auch der Gouverneur auf. Er hat von höherer Stelle den Auftrag erhalten, nach den Favarts zu suchen, und eine der von ihnen hinterlassenen Spuren weist hierher. Weil dem Marquis „Suzanne“ von ihrem Besuch her noch gut in Erinnerung ist, bleibt Madame Favart nichts Anderes übrig, als dem hohen Gast ein Theater vorzuspielen. Wohl oder übel müssen es ihr die anderen Protagonisten gleichtun. Auf diese Weise ergeben sich manch kuriose Szenen. Doch mit der Zeit wird Monsieur Favart immer eifersüchtiger, wenn er mit ansehen muss, wie seine Gattin mit Gaston – wenn auch nur gespielt – Zärtlichkeiten austauscht. Schließlich gibt er seine wahre Identität preis, was zur Folge hat, dass der Gouverneur die „Eheleute“ verhaften lässt.

### Dritter Akt: Im Feldlager des Marschalls
Der Marquis von Pontsablé hat seine Gefangenen in das Feldlager des Marschalls von Sachsen bringen lassen. Dort sollen sie mit einer Schauspieltruppe anlässlich des bevorstehenden Besuchs des Königs ein Theaterstück aufführen. Favart ist völlig verzweifelt, wie er dies ohne seine Frau zuwege bringen soll. Zwar beteuert Suzanne dem Gouverneur, dass sie nicht die berühmte Schauspielerin sei, aber der glaubt ihr kein Wort.
Unterdessen wendet sich die verfahrene Situation zum Guten: Madame Favart hat es geschafft, eine Audienz beim König zu bekommen und bei ihm Verständnis für ihr Missgeschick zu wecken. Gerade noch rechtzeitig erscheint sie auf der Bühne. Der König findet großen Gefallen an der Vorstellung und bittet das Künstlerpaar, ihm an seinen Hof nach Paris zu folgen. Der belämmerte Marquis von Pontsablé wird in den vorzeitigen Ruhestand versetzt.

## Musik
Offenbach hat in seinem Spätwerk eine Fülle witziger Musik und beschwingter Tänze ausgestreut, die hin und wieder wie französische Folklore anmuten. Aber auch die lyrischen Elemente kommen nicht zu kurz. Die musikalischen Höhepunkte (in der deutschsprachigen Fassung) sind:
- Ich bin das kleine Leiermädchen (Lied der Titelfigur, als sie die Straßensängerin spielt) und
- Die Mutter sagte mir spürbar (das so genannte Weinberg-Chanson der Madame Favart)